# ستانوتسه
ستانوتسه (به صربی: Stanevce) یک منطقهٔ مسکونی در صربستان است که در پریچو واقع شده‌است. ستانوتسه ۸٫۷۸ کیلومتر مربع مساحت و ۶۸ نفر جمعیت دارد.